# کامنتس و پولیتشکی
کامنتس و پولیتشکی (به چکی: Kamenec u Poličky) یک منطقهٔ مسکونی در جمهوری چک است که در ناحیه سویتاوی واقع شده‌است. کامنتس و پولیتشکی ۸٫۰۳ کیلومتر مربع مساحت و ۵۴۵ نفر جمعیت دارد و ۵۵۰ متر بالاتر از سطح دریا واقع شده‌است.